# آلن ویلیامز
آلن ویلیامز (انگلیسی: Allan Williams; ۲۱ فوریهٔ ۱۹۳۰ – ۳۰ دسامبر ۲۰۱۶) موسیقی‌دان اهل بریتانیا بود. وی بین سال‌های ۱۹۵۹ تا ۲۰۱۶ میلادی فعالیت می‌کرد.
آلن ویلیامز نخستین مدیر گروه معروف «بیتلز» بود که استعداد این موسیقی‌دانان انگلیسی را کشف کرد.
آلن ویلیامز که مالک کافه ـ بار «جاکاراندای» لیورپول هم بود، در سال‌های ۱۹۶۰ و ۱۹۶۱ با «بیتلز» همکاری داشت. او در انگلستان و سپس در هامبورگ این گروه موسیقی راک اند رول را همراهی کرد.
مدیر برنامه‌های «بیتلز» سال ۱۹۵۷ «جاکاراندا» را به‌عنوان یک کافه راه‌اندازی کرد، مکانی که به پاتوق موسیقیدان‌های جوان تبدیل شد.
«پل مک‌کارتنی»، «جان لنون» و «استوارت ساتکلیف» همکلاسی «لنون»، جزو مشتریان این کافه بودند و از «ویلیامز» پرسیدند آیا می‌شود در این مکان موسیقی نواخت.
مالک کافه «جاکاراندا» پس از مدتی که از توانمندی این نوازنده و خواننده‌ها مطمئن شد، آن‌ها را در سال ۱۹۶۰ برای اجرا به هامبورگ برد. او در سال ۱۹۶۱ زمانی که «جان لنون»، «پل مک‌کارتنی»، «جورج هریسون»، «پیت بست» و «استوارت ساتکلیف» اعضای این گروه موسیقی را تشکیل می‌دادند، از آن‌ها جدا شد.
ژانویه سال بعد بود که با رفتن «ساتکلیف»، دیگر اعضای باقی‌مانده این گروه با «برایان اپستین» قراردادی پنج‌ساله بستند.